# Alexandre José Soeyro Guarany
Alexandre José Soeyro Guarany (Rio Grande do Sul, 21 de dezembro de 1833 – Rio de Janeiro, 4 de outubro de 1908) foi um médico brasileiro.
Doutorado pela Faculdade de Medicina do Rio de Janeiro. Foi eleito membro da Academia Nacional de Medicina em 1863, com o número acadêmico 91, na presidência de Antônio Félix Martins.